# 沖縄総合通信事務所
座標: 北緯26度13分41秒 東経127度41分26秒 / 北緯26.22794度 東経127.69067度
沖縄総合通信事務所（おきなわそうごうつうしんじむしょ）とは情報通信行政を所管する総務省の地方支分部局である。沖縄県を管轄している。

## 沿革
- 1972年（昭和47年）5月15日：沖縄の日本復帰に伴い、郵政省の地方支分部局沖縄郵政管理事務所（英文名称：Okinawa Office of Posts and Telecommunications）設置。
  - 沖縄郵政管理事務所は本土における地方郵政局、地方貯金局（1984年（昭和59年）7月1日から貯金事務センター、地方簡易保険局（1984年（昭和59年）7月1日から簡易保険事務センター）、地方郵政監察局、地方電波監理局（1985年（昭和60年）4月1日から地方電気通信監理局）の事務を一体的に所管。
- 1994年（平成6年）3月23日：沖縄逓信博物館（現沖縄郵政資料センター。以下同じ）をパレットくもじ4階に開設（後に那覇中央郵便局2階に移転）。
- 2001年（平成13年）1月6日：郵政省が自治省、総務庁とともに総務省に統合されたことに伴い沖縄郵政管理事務所を沖縄総合通信事務所（ただし、英文名称は従前のまま）として総務省の地方支分部局に改組。
- 2003年（平成15年）4月1日：日本郵政公社の発足に伴い、郵政事業に関する事務（沖縄逓信博物館を含む）を同公社沖縄事務所（2004年（平成16年）7月1日から沖縄支社）に移管。同時に民間事業者に開放された信書便事業の監督事務を追加し、信書便監理官を設置。部制を廃し次長を設置。英文名称を「Okinawa Office of Telecommunications」とする。従前の事業所個別郵便番号「900-8797」は日本郵政公社沖縄事務所に継承し、沖縄総合通信事務所の郵便番号は「900-8795」となる。
- 2008年（平成20年）7月4日：調査官を廃し総括調整官を設置。臨時の措置としてデジタル放送受信者支援室を設置。
- 2012年（平成24年）
  - 7月1日：事務所を沖縄郵政管理事務所以来の日本郵政グループ那覇ビル（那覇市東町26-29）から、カフーナ旭橋B-1街区に移転。
  - 8月1日：デジタル放送受信者支援室を廃し防災対策推進室を設置。
- 2024年（令和6年）11月5日：事務所をカフーナ旭橋から、那覇新都心に同年新築の那覇第2地方合同庁舎3号館へ移転。

## 組織
所長の下、次の組織により構成されている。
- 次長
- 総括調整官
  - 防災対策推進室
- 総務課
  - 信書便監理官
- 情報通信課
- 無線通信課
- 監視調査課